# Маски смерті
«Маски смерті» (англ. Death Masks) — книга Джима Батчера в жанрі наукової фантастики та фентезі, що вийшла 5 серпня 2003 року. Роман розповідає про пригоди професійного чарівника Гаррі Дрездена, єдиного професійного чарівника сучасного Чикаго. Це п'ята книга із серії «Файли Дрездена» (англ. The Dresden Files).

## Короткий опис сюжету
«Гаррі Дрезден, єдиний практикуючий професійний чарівник у Чикаго, повинен бути щасливий, що бізнес досить гарний для змін. Але тепер він отримує більше, ніж розраховував.
Дуель із чемпіоном Червоного Двору (англ. Red Court) вампірів, який повинен убити Гаррі, щоб покласти край війні між вампірами та чарівниками… Професійні вбивці використовують Гаррі для стрільби… Зникла Туринська плащаниця… Поліція Чикаго потребує ідентифікації трупа без рук і голови… Не кажучи вже про повернення колишньої дівчини Гаррі Сьюзен, яка все ще бореться зі своїм напіввампірським характером. І, здається, у її житті з'явився новий чоловік.»

## Список персонажів
- Гаррі Дрезден: Протагоніст; професійний чарівник, приватний детектив і поліцейський консультант; а ще він є у телефонній книзі.
- Доктор Уолдо Баттерс: коронер нічної зміни (судмедексперт) у морзі округу Кук (Інститут судової експертизи). Він підказує Дрездену та Мерфі, коли отримує дивні причини смерті або трупи паранормальних істот. У наступних книгах він надає медичну допомогу поза рецептами, коли відвідування лікарні може бути небезпечним або незручним.
- Широ Йошімо: Лицар Хреста, який носить меч Фіделаккіус; його вбиває Никодим. Він став баптистом через непорозуміння на концерті Елвіса Преслі.
- Саня: Лицар Хреста, який носить меч Еспераккіус. Росіянин, колишній денаріанець і агностик, хоча Архангел Михаїл дав йому свій меч.
- Моллі Карпентер: дочка та старша дитина Майкла та Чаріті.
- Архів: молода дівчина, якій по материнській лінії передана сума всіх людських знань. Дрезден прозвав її «Плющ», тому що у неї немає імені.
- Джаред Кінкейд: охоронець і водій архіву.
- Денарії: 30 занепалих ангелів, які живуть у 30 срібних денаріях Юди Іскаріота.
- Никодим: одержимий демоном Андуріель і лідер денарійців.
- Братство Святого Джайлза: назване на честь покровителя прокажених та подібних ізгоїв, воно складається з людей, які є напівлюдьми, а точніше з тих, хто був заражений вампірами Червоного двору, але ще не випив кров іншої людини, щоб завершити свою трансформацію.
- Ласьєль: Денаріанка, Спокусниця.
- Анна Вальмонт: член «Церковні миші» (англ. Churchmice), групи професійних злодіїв, які спеціалізуються на пограбуванні церков та інших священних місць.

## Сприйняття, рецензії
Вікторія Штраус у рецензії на SFSite.com написала, що «„Маски смерті“ — це найпереконливіша книга Бучера, яка плавно поєднує винахідливі сюжетні лінії, похмурі надприродні теми, приголомшливі пригоди, сильні персонажі та нешанобливий гумор».
Роман також був рецензований Booklist, який писав, що «Бучер підтримує шалений темп у захоплюючій п'ятій пригоді Гаррі. Ця творча серія продовжує дивувати та захоплювати своєю винахідливістю та симпатичним героєм».